# Szálláspatak
Szálláspatak vagy Szászó (ukránul: Сасово [Szaszovo]) falu Ukrajnában, Kárpátalján, a Técsői járásban.

## Fekvése
Técsőtől északkeletre fekvő település.

## Nevének eredete
Sebestyén Zsolt névmagyarázata szerint: a Szászó helységnév ruszin víz-vagy dűlőnévből keletkezett névátvitellel (1411: Zaazpathaka). A dűlő- és pataknév közül valószínűleg a víznév az elsődleges. A víznév talán kapcsolatba hozható Drág vajda fiának, Szásznak a nevével, vagy a szász népnévvel. A Szászó birtoklást kifejező szlovák képzős alak. A magyar Szálláspatak a történelmi névhez képest másodlagos.

## Története
Nevét 1898-ban Szászova néven írták. Későbbi névváltozatai: 1907-ben és 1913-ban és 1918-ban Szálláspatak (hnt.), 1944-ben Szászó, Сасовъ (hnt.), 1983-ban Сасове, Сасовo (Zo), 1995-ben Сасовo.
Szálláspatak Irhóc külterületi lakott helye volt.